# BRAHMAN
BRAHMAN is een Japanse alternatieve punkband uit Tokio. De band werd geformeerd in 1995.
De naam komt uit het Sanskriet brahmaan en als betekenis van de hoogste realiteit koos de band dit als symbool voor Aziatische invloed in het westen. De band trad onder meer op tijdens de twee Tibetan Freedom Concerten in Tokio, in 1999 en 2001.